# Lundin Mining
Lundin Mining Corporation (TSX : LUN) est une entreprise canadienne qui fait partie de l'indice S&P/TSX 60. Adolf H. Lundin a aussi fondé Lundin Petroleum.

## Historique
Lundin Mining Corporation est fondée sous le nom de "South Atlantic Diamonds Corp." le 9 septembre 1994.  Elle change de nom pour "South Atlantic Resources Ltd." le 30 juillet 1996, puis "South Atlantic Ventures Ltd." le 25 mars 2002.  Depuis le 12 août 2004, jour de sa première cotation au Toronto Stock Exchange, la compagnie s'appelle "Lundin Mining Corporation".
En juillet 2018, Lundin Mining annonce l'acquisition de Nevsun Resources pour 1,1 milliard de dollars, malgré l'opposition du conseil d'administration de ce dernier.
En décembre 2021, Lundin Mining annonce l'acquisition de Josemaria Resources, une entreprise appartenant déjà à Lundin Group, pour 625 millions de dollars canadiens.

## Principaux actionnaires
Au 18 mars 2020:
| Adolf H. Lundin(holding)            | 12,8% |
| CI Investments                      | 3,08% |
| The Vanguard Group                  | 2,42% |
| Capital Research & Management       | 1,93% |
| Capital Research & Management -WI-  | 1,55% |
| Lord, Abbett & Co                   | 1,25% |
| William Blair Investment Management | 1,12% |
| Baillie Gifford & Co.               | 0,96% |
| I. G. Investment Management L       | 0,93% |
| Canada (fonds de retraite)          | 0,88% |